# Iñaki Williams
Iñaki Williams Arthuer (født 15. juni 1994) er en spansk-ghanesisk professionel fodboldspiller, som spiller for La Liga-klubben Athletic Bilbao og Ghanas landshold.

## Klubkarriere

### Athletic Bilbao
Williams kom igennem ungdomsakademiet hos Athletic Bilbao, og fik sin førsteholdsdebut i december 2014. Han scorede sit første mål for klubben den 17. februar 2015, og blev her den første sorte spiller til at score for klubben nogensinde.
Williams satte i januar 2021 en La Liga-rekord, da han spillede i sin ligakamp nummer 203 i streg, og hermed satte en ny rekord for flest ligakampe spillet i streg nogensinde i La Liga. Rekord kom til sin ende i januar 2023, efter at han missede sin første kamp i mere end 6 år den 29. januar imod Celta de Vigo på grund af en skade. Han opnåede i alt 251 kampe i streg i La Liga.

## Landsholdskarriere

### Spaniens
Williams har repræsenteret Spanien på U/21-niveau.
Williams debuterede for Spaniens landshold den 29. maj 2016 i en venskabskamp imod Bosnien. Dette ville dog blive hans eneste kamp for Spaniens landshold.

### Ghana
Eftersom Williams kun havde repræsenteret Spanien i en venskabskamp, kunne han stadig godt skifte nationalitet til Ghana, men han afviste skiftet i flere år. Dette ændrede sig i juli 2022, da Williams annoncerede at han ville skifte til at repræsentere Ghana. Dette kom kort efter af Ghana havde kvalificeret til VM 2022 og var formentligt fordi at Williams ønskede at spille ved VM. Han debuterede for Ghanas landshold den 23. september 2022.

## Privat
Iñaki Williams er født i Bilbao til forældre fra Ghana. Hans lillebror Nico Williams er også professionel fodboldspiller.

## Titler
Athletic Bilbao
- Supercopa de España: 1 (2020-21)